# Prince of Players
Prince of Players is een Amerikaanse biopic uit 1955 in CinemaScope onder regie van Philip Dunne. De film, met Richard Burton, Maggie McNamara en John Derek in de hoofdrollen, is gebaseerd op het gelijknamig boek uit 1953 van Eleanor Ruggles over het leven van acteur Edwin Booth - broer van John Wilkes Booth - en werd destijds in Nederland uitgebracht onder de titel Bezeten talent.

## Verhaal
De film begint in 1848. Edwin Booth is een jongeman die samen met zijn vader Junius Brutus Booth, een bekend acteur, rondreist door het land. Als twee telgen uit een acteursfamilie raken Edwin en zijn jongere broer John ook geïnteresseerd in het acteervak. Junius Brutus is een zeer excentrieke man die vaak beschonken op het podium staat tot het punt van waanzin. Op een dag is hij zo dronken, dat hij niet kan optreden. Hij draagt de kroon over aan Edwin, die al zijn teksten uit zijn hoofd heeft geleerd. Hij debuteert in San Francisco in het theater in een voorstelling van Richard III en valt goed in de smaak bij het publiek. Niet veel later komt Junius Brutus te overlijden.
Ondertussen heeft John furore gemaakt in het oosten van het land en krijgt lucht van Edwins successen in het westen. Hij biedt Edwin een functie aan als zijn manager, maar Edwin weigert en richt samen met Dave Prescott zijn eigen toneelgezelschap op waarmee hij door het land reist. In New Orleans ontmoet hij Mary Devlin, zijn tegenspeelster in een optreden van Romeo en Julia. Het koppel wordt ook achter de schermen op elkaar verliefd en stappen al gauw in het huwelijksbootje.
Kort daarop breekt de Amerikaanse Burgeroorlog uit. Broer John steunt de Geconfedereerde Staten van Amerika en radicaliseert. Edwin probeert hem van het slechte pad te houden en biedt hem een rol aan in een toneelstuk in Londen, maar John weigert. Ondertussen raakt Mary ernstig ziek en overlijdt niet veel later; Edwin zoekt heil in de drank, hetgeen zijn professionele reputatie schaadt. Tot overmaat van ramp schiet John de president van het land dood, Abraham Lincoln. John wordt dagen later gepakt in een boerderij en doodgeschoten.
Ondanks dat de familienaam berucht is geworden, weigert Edwin om het acteervak op te geven, uit respect naar zijn familie en vrouw. Hij keert terug naar de planken en wordt opgewacht door een woedend publiek, dat allen een glimp wil opvangen van de broer van de moordenaar van de president. Aanvankelijk wordt hij uitgejouwd door het publiek, maar omdat hij niet weg deinst voor de aanval wint hij uiteindelijk iedereens respect terug.

## Rolverdeling
| Acteur            | Personage                       |
| ----------------- | ------------------------------- |
| Richard Burton    | Edwin Booth                     |
| Maggie McNamara   | Mary Devlin                     |
| John Derek        | John Wilkes Booth               |
| Raymond Massey    | Junius Brutus Booth             |
| Charles Bickford  | Dave Prescott                   |
| Elizabeth Sellars | Asia Booth                      |
| Christopher Cook  | Edwin Booth (10 jaar)           |
| Dayton Lummis     | Britse fysicus                  |
| Ian Keith         | Geest in optreden van Hamlet    |
| Paul Stader       | Laërtes in optreden van Hamlet  |
| Louis Alexander   | John Booth (12 jaar)            |
| Mae Marsh         | Heks in optreden van Macbeth    |
| Stanley Hall      | Abraham Lincoln                 |
| Sarah Padden      | Mary Todd Lincoln               |
| Eva Le Gallienne  | Gertrude in optreden van Hamlet |

## Productie
Fox kocht de rechten van het boek in januari 1953. Voor Philip Dunne is deze film zijn regiedebuut; hij was al jarenlang werkzaam als scenarist en producent voor Fox. Studiohoofd Darryl F. Zanuck wees hem aanvankelijk aan als producent van de film, en bood hem uiteindelijk in juni 1954 de kans aan om de film ook te regisseren nadat het tweetal er niet over uit kwam welke regisseur de regie op zich moest nemen.
Dunne bood de hoofdrol aan Marlon Brando aan, maar hij sloeg dit aanbod af omdat hij vond dat in het scenario te veel nadruk lag op de voorstellingen die Edwin Booth maakte in plaats van zijn privéleven. Fox overwoog Laurence Olivier als vervanger, maar castte uiteindelijk Richard Burton. Brando heeft controversiële uitspraken over dit besluit van de studio gemaakt waarmee hij een jarenlange vete met Burton ontketende: "Met [de film] laat Burton simpelweg zien hoe slecht hij is in een rol van Shakespeare. [..] Toen Fox geen topacteur zoals ik of Olivier konden krijgen, namen ze genoegen met Burton, een derderangs acteur met een verschrikkelijke kin."
De draaiperiode was van midden augustus tot eind september 1954. De film werd opgenomen in Lone Pine; het theater waarin Lincoln werd vermoord werd nagebouwd in decors.

## Ontvangst
De film kreeg wisselvallige kritieken van de Amerikaanse pers, maar de scène met de moord op Lincoln kreeg lof voor de accurate weergave van het incident, en Burton en Massey kregen waardering voor hun acteerprestaties. De film werd een commerciële flop, en Dunne noemde het later "de eerste film in CinemaScope die geld verloor". Zowel Dunne als Zanuck weten het falen aan Burton, die op dat moment nog geen filmster was, maar Burton zelf beweerde dat het lag aan het scenario, dat hij een "schande" noemde.
De film werd door de Nederlandse pers met groter enthousiasme ontvangen. Recensent van De Waarheid schreef dat "de film zeker velen [zal] boeien, vooral door het spel van Richard Burton en Maggie McNamara". Criticus van Het Parool noemde het een "opmerkelijke film": "De Shakespeare-fragmenten die men op het Cinemascopische doek te zien krijgt, zijn gave fragmenten. Burton is inderdaad een bezeten acteur, met een klankvolle stem, een driftige plastiek en een overtuigende houding." Recensent van het Algemeen Handelsblad schreef: "Dunne [is] er in geslaagd de geweldige acteursgrootheid uit een verleden tijdperk terug te roepen, de mateloze reputatie te schetsen die de Boothfamilie alom genoot en een stuk verloren geraakte acteerwijze te reconstrueren. Daarbij wordt er door Richard Burton en [Maggie McNamara] op sommige plaatsen op zeer hoog niveau gespeeld." Recensent van De Telegraaf schreef dat de film "als geheel [..] tamelijk conventioneel is gemaakt, maar vooral door het onderwerp en Burtons spel boeit zij zeer zeker".